# NGC 4542
NGC 4542 este o brightest cluster galaxy⁠(d) situată în constelația Câinii de Vânătoare. A fost descoperită în 17 februarie 1831 de către John Herschel.